# Vorglühanlage

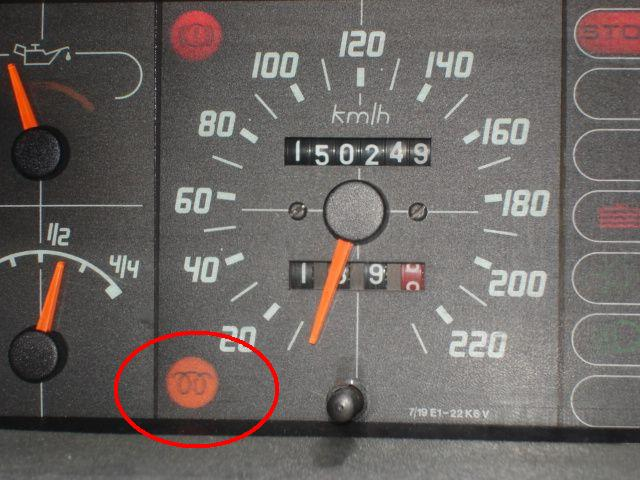
Im roten Kreis ist die Kontrolllampe der Vorglühanlage eines Citroën BX (Serie 2) zu sehen. Diese zeigt den Vorglühvorgang an.

Eine Vorglühanlage ist eine der technischen Möglichkeiten, um das Starten eines Dieselmotors zu erleichtern. Bei Dieselmotoren wird der Verbrennungsvorgang nicht wie beim Ottomotor durch einen Funken eingeleitet, sondern durch Selbstzündung aufgrund der Verdichtungswärme.
Um einen kalten Dieselmotor starten zu können, wird mittels Glühkerzen, durch die ein elektrischer Strom geleitet wird, der Brennraum bzw. die Vorkammer vorgeheizt. In den Anfangsjahrzehnten der Dieselmotoren dauerte das Vorglühen noch recht lange („Rudolf-Diesel-Gedenkminute“). Der Glühwächter, ein geheizter Draht, oder später eine Kontrollleuchte, informierte über den Heizstand. Im Zuge der technischen Weiterentwicklung konnte die Vorheizzeit stark verkürzt werden.
Bei Dieselmotoren mit Direkteinspritzung ohne Vorkammern wird nur noch bei Temperaturen unter dem Gefrierpunkt sehr kurz und meist für den Fahrer unbemerkt vorgeglüht. Die Hersteller sind dazu übergegangen, den Vorglühvorgang unbemerkt beim Einstecken des Zündschlüssels oder beim Öffnen der Türen vorzunehmen. Häufig wird auch bei laufendem Motor nachgeglüht, um z. B. die Abgaswerte bei kaltem Motor zu verbessern und das Kaltstartnageln zu mindern.